# Tortugas marinas en México
Las tortugas que anidan en playas mexicanas son las siguientes:
- Tortuga Caguama (Caretta caretta)
- Tortuga Carey del Pacífico (Eretmochelys imbricata)
- Tortuga Verde (Chelonia mydas)
- Tortuga Golfina (Lepidochelys olivacea)
- Tortuga Lora o Kempi (Lepidochelys kempii). Desova únicamente en el Golfo de México y es la tortuga marina más escasa del mundo.
- Tortuga Prieta (Chelonia agassizii)
- Tortuga Laúd (Dermochelys coriacea)

La especie Natator depressus es endémica de Australia y es la única que no anida en costas mexicanas.

## Legislación
Aunque existen diversos esfuerzos a nivel internacional para conservarlas, desde hace años en México, se crean campamentos tortugueros que han podido mitigar de sus principales amenazas, y se investigan las causas de su declive, en particular en el Océano Pacífico (Mazunte) y en las playas del Caribe mexicano,  principales puntos de desovación de tortugas en México, creando una importante industria ecoturistica. En la actualidad México está suscrito junto con 11 países de América a la Convención Interamericana Para la Conservación y Protección de las Tortugas Marinas que entró en vigor desde mayo de 2001. y según el Código Penal Federal de 1990 "el consumo y venta de carne y huevos de tortuga es ilegal"  y se establecen multas de hasta nueve años de prisión y sanciones hasta de 3,000 días de multa. 
En México,  Tenemos La Ley General de Vida Silvestre, en su artículo 60 Bis 1, prohíbe el aprovechamiento extractivo, ya sea de subsistencia o comercial, incluyendo sus partes y derivado.
Además, el Código Penal Federal se señala lo siguiente:
Artículo 420.- Pena de 1 a 9 años de prisión y por el equivalente de trescientos a tres mil días multa, a quien ilícitamente:

### Fracciones
I. Capture, dañe o prive de la vida a algún ejemplar de tortuga o recolecte o almacene de cualquier forma sus productos o subproductos;
II. Capture, transforme, acopie, transporte o dañe ejemplares de especies acuáticas declaradas en veda.
III. Realice actividades de caza, pesca o captura con un medio no permitido, de algún ejemplar de una especie de fauna silvestre, o ponga en riesgo la viabilidad biológica de una población o especie silvestres.
IV. Realice cualquier actividad con fines de tráfico, o capture, posea, transporte, acopie, introduzca al país o extraiga del mismo, algún ejemplar, sus productos o subproductos y demás recursos genéticos, de una especie de flora o fauna silvestres, terrestres o acuáticas en veda, considerada endémica, amenazada, en peligro de extinción, sujeta a protección especial, o regulada por algún tratado internacional del que México sea parte.
V. Dañe algún ejemplar de las especies de flora o fauna silvestres, terrestres o acuáticas señaladas en la fracción anterior.

## Caza furtiva
sLa caza furtiva de tortugas marinas  hace referencia a la actividad ilegal de capturar y matar tortugas marinas con fines comerciales, alimenticios o de consumo de sus productos derivados.
A pesar de los esfuerzos de conservación y protección de estas especies, la caza furtiva sigue siendo una amenaza significativa para la supervivencia de las tortugas marinas en México.
Uno de los puntos relevantes es la demanda de productos derivados de tortugas marinas. En algunos lugares de México, existen mercados clandestinos donde se comercializan huevos, carne, caparazones y otros productos hechos con partes de tortugas marinas. Esta demanda impulsa la caza ilegal y pone en peligro a estas especies en peligro de extinción.
Así mismo, a caza indiscriminada y la extracción de huevos de los nidos disminuye drásticamente las tasas de reproducción y afecta la capacidad de recuperación de las poblaciones.
Además, la caza furtiva también representa un riesgo para la biodiversidad marina en general. Algunas especies de tortugas marinas están en peligro crítico de extinción, como la tortuga laúd y la tortuga caguama. La pérdida de estas especies tendría un impacto significativo en la diversidad y estabilidad de los ecosistemas marinos de México.
Algunos santuarios en colaboración con el gobierno, se han dado a la tarea de resguardar y trabajar en leyes o instancias que protejan a estas especies para tratar de evitar su extinción.